# آفتاب‌سنج

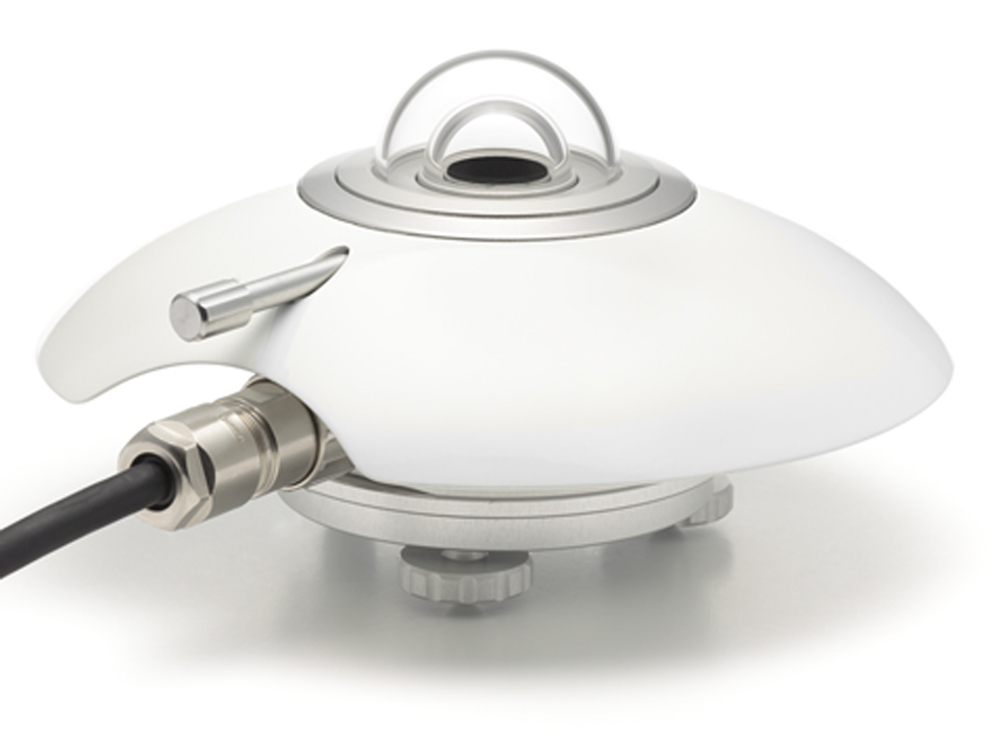
آفتاب‌سنج مدل SR11. اجزای آن عبارتند از: محافظ شیشه‌ای نیمه‌کروی. حفاظ فلزی. حسگر سیاه‌رنگ، و حفاظ تابش. قطر محافظ شیشه‌ای ۴۰ میلی‌متر است.

دستگاه سنجش تابش خورشید را آفتاب‌سنج (pyranometer) می‌گویند. آفتاب‌سنج، تابه‌سنجی است که شدت ترکیبی ورود تابش مستقیم خورشیدی و تابش منتشرشده آسمانی را اندازه می‌گیرد.
آفتاب‌سنج معمولی دارای حسگری از نوع فوتودیود سیلیکونی است و قادر است انرژی تابش خورشید از ۰ تا ۱۸۰۰ وات بر متر مربع را با وضوح ۱ وات بر متر مربع اندازه گیری نماید. داده‌ها بر روی کارت حافظه ذخیره گردیده و قابل استفاده در نرم‌افزار اکسل می‌باشند.

## مشخصات
دو دستگاه آفتاب‌سنج وجود دارد:

دستگاه اول که دو محافظ شیشه‌ای دارد که درونش حسگر قرار گرفته و حالت نیمه‌کروی دارد و به محض اینکه خورشید طلوع کرد میزان تابش خورشید را اندازه می‌گیرد. حسگر بالایی کار اندازه‌گیری تابش کل آسمان را انجام می‌دهد یعنی هم تابش آسمان و هم تابش خورشید را محاسبه می‌کند. حسگر پایینی کار اندازه‌گیری بازتابش زمین را انجام می‌دهد. 
دستگاه دوم حسگری دارد که تایش کل آسمان را اندازه‌گیری می‌کند و فقط یک حلقه فلزی بر رویش قرار گرفته و بستگی به طول و عرض جغرافیایی طوری قرار گرفته که در هر ساعت از روز خورشید نمی‌تواند مستقیم به این حسگر بتابد یعنی در هر موقعیتی که قرار بگیرد سایه حلقه بر روی آن می‌افتد، این حسگر تنها تابش آسمان را برای ما مشخص می‌کند و به وسیله کابل‌هایی که در اتاق دیدبانی و توسط دستگاه و ال‌سی‌دی اطلاعات محاسبه می‌شود داده‌های لازم به دست می‌آید.